# Johannes Müller-Franken
Johannes Müller-Franken (* 1. Januar 1960 in Freiburg im Breisgau) ist ein deutscher Maler.

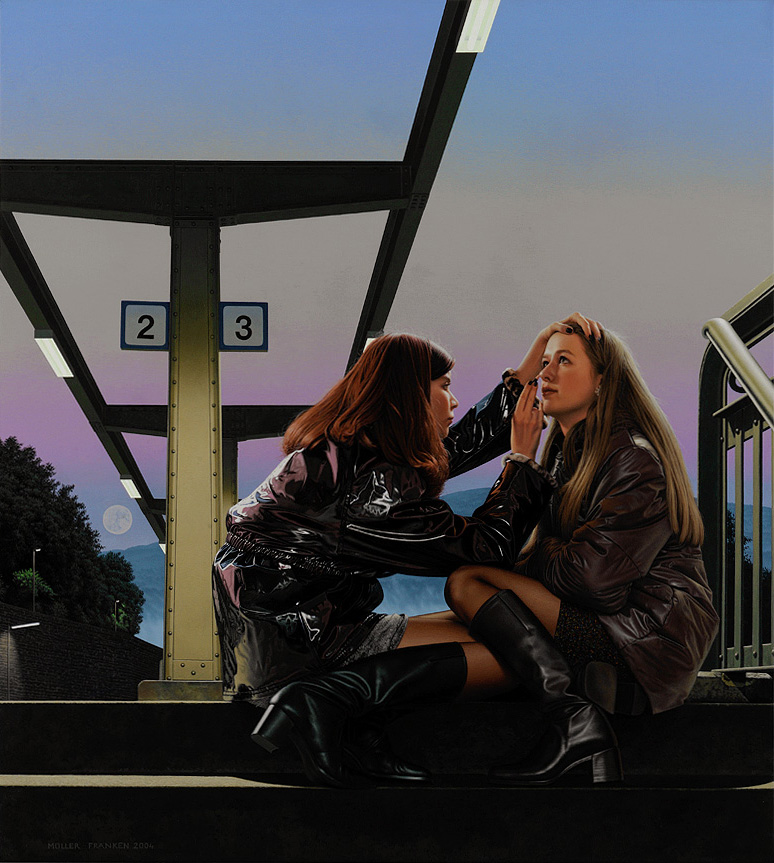
"Kajal 2004"

## Leben
Johannes Müller-Franken, erster Sohn von Egon Müller-Franken, deutscher Schauspieler, und seiner Frau Helga und Bruder von Sebastian Müller-Franken, absolvierte nach dem Abitur 1978 ein Praktikum als Bühnenmaler an den Städtischen Bühnen in Mainz und studierte 1980–1992 an der dortigen Johannes Gutenberg-Universität: bis 1982 Kunsterziehung mit Schwerpunkt Film bei Kurt Weber, ehemals Kameramann von Andrzej Wajda, anschließend, konzentriert auf Malerei, bei Bernd Schwering und Klaus-Jürgen Fischer, schließlich, ab 1990, Freie Bildende Kunst. 1994–1997: Lehrauftrag für Zeichnen am gleichen Institut.
Ausstellungsbeteiligungen ab 1984; erste Einzelpräsentation 1998 in der Städtischen Galerie im Park Viersen (Emslandmuseum im Schloss Clemenswerth, Kunstverein Eisenturm Mainz); erste Einzelausstellung in den USA bei OK Harris Works of Art, New York (2001, 2009); regelmäßige Teilnahme an der Chicago Art Fair, 2015 Art Basel Miami Beach mit Bernaducci.Meisel Gallery, New York.
Müller-Franken lebt in München.

## Künstlerische Entwicklung
Johannes Müller-Franken gehört (wie Heiner Altmeppen, Dieter Asmus, Fritz Koch u. a.) zu den Malern, deren Arbeit durch ein frühkindliches Schlüsselerlebnis entscheidend mitbestimmt wird und die dieses Ereignis auch beschrieben haben: als eine spezifische, extrem dichte, emotionsgeladene Situation, in der sich ein besonderer Wahrnehmungsmodus dauerhaft etabliert. Gemeint ist die Fähigkeit, visuelle Phänomene zu fixieren, bevor sie vom Gehirn benannt und der pragmatischen Ordnung zugeführt sind, das  kurzum, was gemeinhin als  künstlerisches Sehen  bezeichnet wird. Im Zuge dieser Begebenheit erfolgt auch die Einprägung eines individuellen bildnerischen Grundmusters, das später – in vielfach modifizierter Form – immer wieder auftaucht. (A. Schreiber, „Da, Runkelrüben!“ – Maler malen, und auch noch realistisch –, MERKUR, Deutsche Zeitschrift für europäisches Denken, Nr. 12/2003)
Sein Archetyp ist ein großes, blondes Mädchen, das er im Frühherbst 1963, vom Fenster aus runterblickend, auf der gegenüberliegenden Straßenseite wahrnimmt: Haare, um einige Details zu nennen, schulterlang, das Gesicht etwas gerötet, Anorak in delikatem Grüngrau, fast verschwimmend mit den spätsommerlichen Farben der Umgebung, aber zugleich auch hervorgehoben durch den Komplementärkontrast zu den diffizilen Rottönen eines leicht schwingenden Rocks: „Es ist in dieser Komplexität mein erstes erinnerbares Erlebnis mit einer (weiblichen) Figur und heute [...]  nehme ich solche und in ihrer Struktur verwandte Situationen genau so wahr wie damals mit dreidreiviertel Jahren.“ (Zitat aus "Visionen des Wirklichen", Ausstellungskatalog, 2001).
In Gemälden tauchen diese Situationen erst 1985 auf. Zuvor versucht Müller-Franken, mit der Kamera an diese Momente heranzukommen, muss aber feststellen, dass sie mit fotografisch-filmischen Mitteln nicht zu fassen sind, und angesichts der später gemalten Acryl- und Ölbilder wird auch deutlich, weshalb: Die Gestaltung der spezifischen Oberflächen, insbesondere der Haut und der Textilien ist auf den Hand-Auge-Apparat des Malers angewiesen.

## Künstlerische Intention

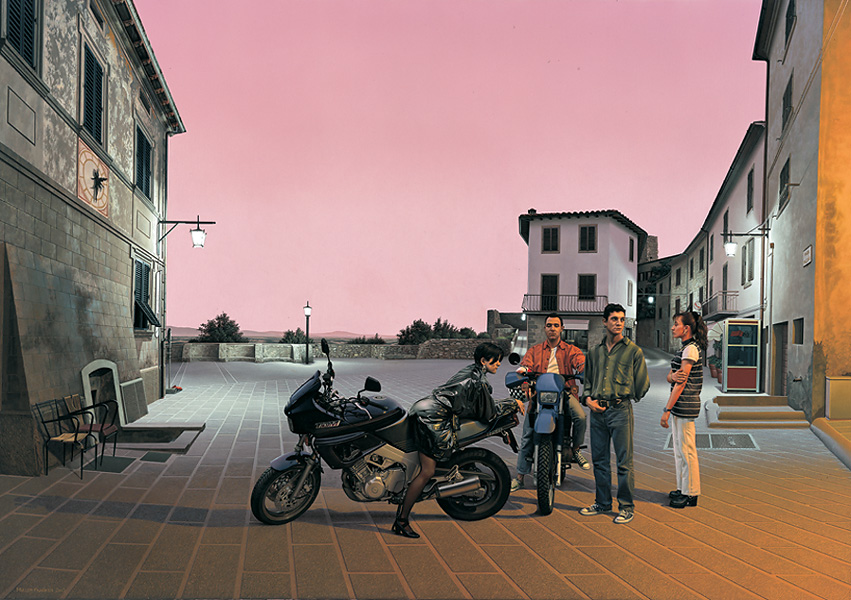
"Piazza Mazzini, 2003"

Nachdem er sich zwei Jahre lang via Stillleben mit gebügelten Tischdecken, Porzellanschalen, Südfrüchten etc. beschäftigt hat, kommt ab 1985 sein zentrales Motiv zum Vorschein: „Anna“, die sich für ein Porträt in Szene setzt; eine Frau „Vor dem Spiegel“, den Sitz ihres Ballkleides prüfend, oder das Mädchen, das ihre Begleiterin hochkonzentriert mit dem Eye-Liner bearbeitet („Kajal“, 2004).
Es geht um Schönheit und man begegnet ihr gleich doppelt: Thematisch – die Bilder sprechen über die Fabrikation von Schönheit (spiegeln also im Sujet, was er als Maler tut) – und im Ergebnis dieses Tuns, d. h., seiner künstlerischen Formanstrengung. Die plastische Gestaltung der Figuren in Verbindung mit der bereits angesprochenen Darstellung der Kleidung, deren haptischer Reiz (und erotische Wirkung) verstärkt wird durch den formalen Kontrast zu polierten Kachelwänden oder technischem Gerät, verleiht seinen Protagonistinnen eine außergewöhnliche Präsenz und erfüllt damit ihre Funktion, den Betrachter – mit den Worten Konrad Fiedlers gesagt – über die anschauliche Qualität der Welt zu informieren.
Auch wenn Frauen (und ein paar männliche Darsteller) die Hauptrolle spielen, geht es nicht allein um sie. Spätestens „Vor dem Spiegel“ zeigt sich, dass die von den Figuren ausgelöste Affektion auf die Dinge der Umgebung überspringt. Dass Müller-Franken die ästhetische Dimension dieser als trivial geltenden Gegenstände im Bad zum Vorschein bringt, in dem Atelier also, wo tagtäglich Schönheit „hergestellt“ wird, und zwar unter zielsicherer Verwendung von Gestaltungs- bzw. Verfremdungsmitteln, wie sie auch Maler in ihrer Werkstatt einsetzen, unterstreicht auf ironisch-tiefsinnige Weise Lebensnähe und Vitalität seines künstlerischen Ansatzes.

## Apologie der Schönheit

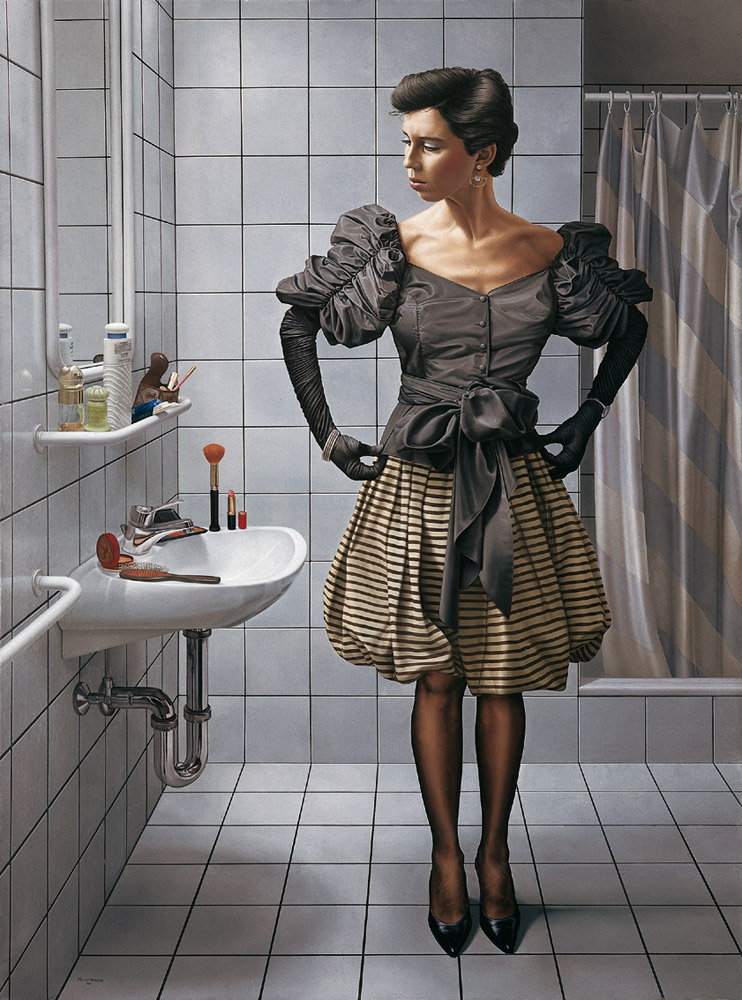
"Vor dem Spiegel, 1990"

Im Bild „Vor dem Spiegel“ ist das besondere In-Erscheinung-Treten der Dinge noch an spezielle, diese Intention fördernde Umstände gebunden. Bei späteren Arbeiten wie „Piazza Mazzini“ bringen sie ihr ästhetisches Potential primär über die verfremdende Wirkung suggestiver Beleuchtung zum Ausdruck. So wird die „Piazza Mazzini“ zum Areal jener anderen Wirklichkeit durch eine nahezu magische Illumination, die sich aus dem Weiß der Straßenlaternen, dem Widerschein des mattrosa-farbenen Dämmerungshimmels und gelbem Kunstlicht bildet, das von rechts, vermutlich von einer Leuchtreklame kommend, den Platz aufhellt.
Während Rimbauds folgenschwere Bemerkung aus dem Jahr 1873 („Eines Abends nahm ich die Schönheit auf meinen Schoß. – Und ich fand sie bitter. Und ich schmähte sie.“) auch die Kunstproduktion des 21. Jahrhunderts noch immer maßgeblich beeinflusst, wie dies z. B. in dem Satz Barnett Newmans – „Der Impuls moderner Kunst ist der Wunsch, Schönheit zu zerstören“ – zum Ausdruck kommt, setzt Müller-Franken von Beginn an auf die „Muttersprache der Schönheit“ (Dave Hickey) und macht sie zum konstituierenden Element seiner Arbeit. (Zitate: Katalog zur Ausstellung "Über Schönheit", Berlin 2005). Die Tatsache ihrer Wieder-Anwesenheit als modernes Vehikel zur Entprofanisierung der Dinge signalisiert, dass eine lange vernachlässigte Aufgabe der Kunst neu wahrgenommen wird und Müller-Franken ist an diesem Projekt maßgeblich beteiligt. Ihm geht es darum, das Erlebnis sinnlicher Erfahrung der sichtbaren Wirklichkeit in bildhaften Ausdruck zu verwandeln, d. h., ein Weltbild zu erneuern, das – wie es der Philosoph Hermann Schmitz bereits in den 1970er Jahren formulierte – durch fortschreitende Rationalisierung und Digitalisierung vom Verschwinden bedroht ist. (J. Soentgen, „Die verdeckte Wirklichkeit. Einführung in die neue Phänomenologie von Hermann Schmitz“, 1998).

## Ausstellungen (Auswahl)
- Den Mops verdoppeln? – Realismus heute (1991, Viersen)
- 1. Realismus Triennale (Martin Gropius-Bau, Berlin, 1993)
- Scharfer Blick – Der Deutsche Künstlerbund in Bonn (Kunst- und Ausstellungshalle der Bundesrepublik Deutschland, Bonn, 1995)
- Große Kunstausstellung (Haus der Kunst München, 1997)
- Johannes Müller-Franken (O.K. Harris Works of Art, New York, 2001)
- Visionen des Wirklichen (Städtische Galerie im Park Viersen, 2001)
- Chicago Art Fair (mit O.K. Harris Works of Art, New York, 2002)
- Johannes Müller-Franken (O.K. Harris Works of Art, New York, 2009)
- Realismus – Das Abenteuer der Wirklichkeit (Kunsthalle Emden, 2010)
- Realismus – Das Abenteuer der Wirklichkeit (Kunsthalle der Hypo-Kulturstiftung, München, 2010)
- Feest der herkenning – Internationaal realisme (Kunsthal Rotterdam, 2011)
- Art Basel Miami Beach mit Bernaducci (Meisel Gallery, New York, 2015)

## Preise und Auszeichnungen
- 1987: 1. Preis beim Kunstpreis der Stadt Alpirsbach: „Nach der heftigen Malerei eine neue Sensibilität“
- 1989 Förderpreis der Sport Toto GmbH
- 1994 Stipendium des Delfina Entrecanales Studio Trust, London in Manilva (Spanien)

## Arbeiten in öffentlichen Sammlungen
- Hessisches Staatsarchiv
- Land Rheinland-Pfalz
- Emslandmuseum Schloss Clemenswerth
- Sammlung der Stadt Viersen